# Ben Adams (Musiker)
Ben Adams (* 22. November 1981) ist ein britischer Sänger und Songwriter. Bekannt wurde er als Mitglied der britisch-norwegischen Boygroup A1. Nach der ursprünglichen Trennung der Band im Jahr 2002 begann er eine Solo-Karriere und wurde verstärkt in der norwegischen Musikszene tätig. Er ist Teil des Duos Subwoolfer, das Norwegen beim Eurovision Song Contest 2022 vertrat.

## Leben
Adams besuchte zunächst die Highgate School. Nach Erreichen des General Certificate of Secondary Education (GCSE) wechselte er im Alter von 16 Jahren an die Westminster Under School. Dort war er Mitglied des Schulchores und später auch Chorknabe des St. Margaret’s Choir der Westminster Abbey.
Im Jahr 1999 gründete er zusammen mit Mark Read, Paul Marazzi und dem Norweger Christian Ingebrigtsen die Popband A1. Mit der Band konnte er größere Erfolge erzielen. So platzierte sich die Gruppe unter anderem mehrfach auf dem ersten Platz der britischen und norwegischen Musikcharts. Bei den BRIT Awards 2001 gewann die Gruppe in der Kategorie „British Breakthrough Act“. Nach drei Jahren trennte sich die Band im Oktober 2002. Adams startete einige Zeit später eine Solokarriere. Ende Mai 2005 erschien unter dem Titel Sorry seine erste Solosingle. Mit dieser konnte er sich in den britischen Musikcharts platzieren. Im Jahr 2009 wirkte er an der britischen Reality-Show Celebrity Big Brother mit. Ende 2009 hatten Ben Adams, Mark Read und Ingebrigtsen ein Comeback mit ihrer Band.
Im November 2009 wurde A1 als Teilnehmer am Melodi Grand Prix 2010, dem norwegischen Vorentscheid für den Eurovision Song Contest, vorgestellt. Dort sang die Band das selbstgeschriebene Lied Don’t Want to Lose You Again. Die Gruppe belegte im Februar 2010 im Finale des Vorentscheids den zweiten Platz hinter Didrik Solli-Tangen. Adams begann mit der Zeit sowohl in London als auch in Oslo zu leben. Im Jahr 2012 erreichte er mit seiner Tanzpartnerin bei der beim norwegischen Fernsehsender TV 2 ausgestrahlten Tanzshow Skal vi danse den zweiten Platz. Beim Melodi Grand Prix 2013 war Adams als Songwriter an zwei Liedern beteiligt. So schrieb er an Give a Little Something Back von Julie Bergan und Sleepwalking von Carina Dahl mit. Im Jahr 2018 war Adams Teil eines erneuten Comebacks von A1, bei dem neben Ingebrigtsen und Read nun auch Paul Marazzi mitwirkte.
Im Jahr 2018 wurde das Musical Eugenius! uraufgeführt, an dem Adams mitschrieb. Außerdem spielte er bei einer Aufführung des Musicals Flashdance mit. Adams schrieb am Lied I Can’t Escape mit, mit dem die Sängerin Imerika am Melodi Grand Prix 2021 teilnahm. Beim Melodi Grand Prix 2022 war Adams als Songwriter am Lied Titans beteiligt, das von der Sängerin Vilde gesungen wurde.

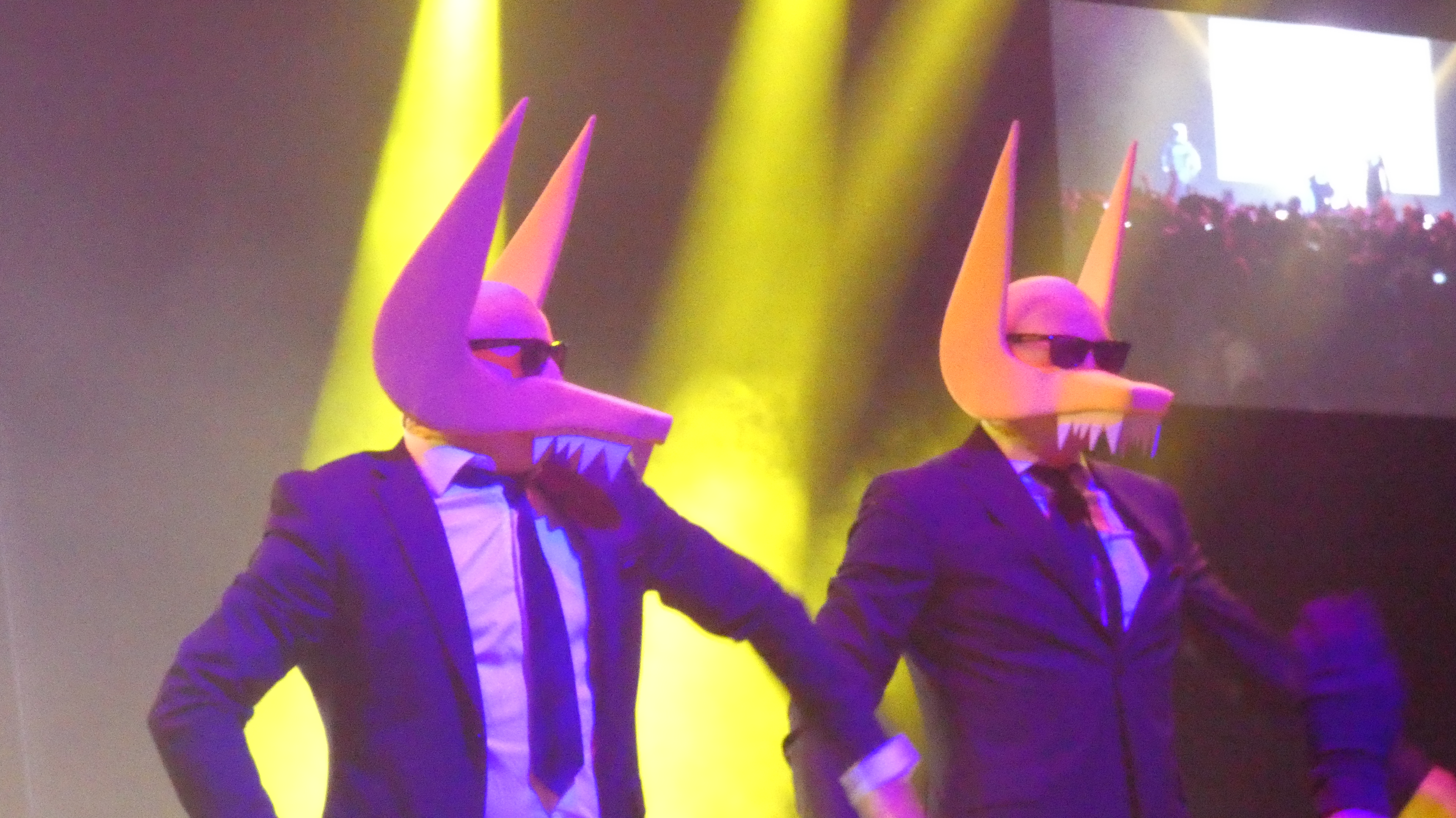
Subwoolfer bei einem Konzert, 2022

Nachdem es davor bereits länger gemutmaßt worden war, wurde im Finale des Melodi Grand Prix 2023 bekannt, dass Ben Adams gemeinsam mit Gaute Ormåsen das zuvor nur maskiert auftretende Duo Subwoolfer bildet. Das Duo gewann den Melodi Grand Prix 2022 und vertrat damit Norwegen beim Eurovision Song Contest 2022. Dort erreichte Subwoolfer mit dem Lied Give That Wolf a Banana den zehnten Platz. Beim Melodi Grand Prix 2023 war Adams zudem als Songwriter am Lied Honestly beteiligt, mit dem die Sängerin Ulrikke Brandstorp bei der Show antrat. Im August 2023 wurde das von Adams geschriebene Kinderbuch Subwoolfer: Oppdrag bestemor veröffentlicht. Ab Herbst 2024 spielte Adams im ABBA-Musical Waterloo am Christiania Teater mit.

## Diskografie

### Alben
- 2019: All Wrapped Up
- 2020: 9 Months